# Tájak–Korok–Múzeumok Egyesület
A Tájak–Korok–Múzeumok Egyesület magyarországi civilszervezet, amely 1977-ben honismereti mozgalomként jött létre, majd 1985-ben egyesületté szerveződött.

## Története

### A Tájak–Korok–Múzeumok mozgalom
A mozgalom 1977-ben indult bélyegzős játékként. A TKM szervezőbizottsága összeállította és kiadta a Magyarország látogatható természetvédelmi területei, műemlékei, múzeumai című katalógust, melyhez térképmelléklet is készült. A katalógus öt kiadásban 450 000 példányt ért meg. 1700 műemléket sorolt fel, megyénkénti, településenkénti csoportosításban, mindegyik kapott egy sorszámot. A múzeumok, templomok, emlékhelyek bejárata mellett emblémás felhívó tábla került elhelyezésre, az intézmény fenntartója pedig egy, a katalógusbeli sorszámot tartalmazó emblémás bélyegzőt kapott, hogy azzal igazolja az odalátogató turistáknak a megtekintést.
1979-ben útjára indult a Tájak–Korok–Múzeumok Kiskönyvtára. 2013 júliusáig 833 magyar nyelvű, 150 idegen nyelvű kötete jelent meg, a nyomtatott példányok száma meghaladja a tizenegymilliót.
Az országjáró játékban a kezdetektől sikeres volt, tízezrek vettek benne részt. A bélyegzőhelyek látogatását később különböző mozgalmi játékokkal kapcsolták össze, évente újabb teljesítendő feladatot kínálva az öntevékeny kirándulóknak.
Vándorkönyves mozgalmak:
- Barokk kor
- Polgárosodás
- Magyar államiság
- Árpád-kor
- Budapest 125 éve
- Ifjak–hősök nyomában
- Középkori templom-alapítók és templomépítők nyomában
- Kossuth Lajos
- II. Rákóczi Ferenc
- Forradalom és szabadságharc

Az általános mellett 2008-tól Széchenyi-, 2010-től Fekete István-helyszínek felkeresésére van folyamatos bélyegzős játékuk. A kezdetek óta több, mint egymillió hazáját szerető résztvevőt mozgattak meg játékaikkal. A bélyegzőhelyek száma megközelíti a háromezret.
Az arany fokozatot teljesítők kezdetben egyéves ingyenes múzeumlátogatásra jogosító emléklapot kaptak.

### A Tájak–Korok–Múzeumok Egyesület
1985-ben a mozgalom egyesületté szerveződött. 2013-ra 5000 tagjuk van szerte az országban, tagcsoportjaik egy-egy múzeum, művelődési ház, turista szakosztály, nyugdíjas csoport mellett, abba integrálódva működik. Rendszeresen kirándulásokat, országjárásokat, túrákat, városnéző sétákat, arborétumlátogatásokat, koncert-, színház-, opera- és múzeumlátogatásokat, ismeretterjesztő és irodalmi előadásokat szerveznek. Több tagcsoportjuk helytörténeti kutatással, városvédéssel, ismeretterjesztő kiadványok készítésével, pályázatok, kiállítások szervezésével is foglalkozik.
A határon túli magyarsággal is tartják a kapcsolatot, a TKM Kiskönyvtárhoz hasonló sorozat indult Erdélyben és a Felvidéken. Találkozókat szerveztek, Lucskiban, Révkomáromban, Iglón, Nagyborzsován.
2006-ban új kezdeményezésük, a TKM nyílt nap: érdeklődők számára október első hétvégéjén nyílt sétákat, kirándulásokat szerveztek.
Részt vesznek az évente megrendezett budapesti nemzetközi Utazás Kiállításon és a Múzeumok Majálisán.
2007-ben ünnepelték a mozgalom elindításának harmincadik évfordulóját, 2010 januárjában egyesületté alakulásuk huszonötödik születésnapját.
2010 folyamán országszerte 1185 programjuk volt: 39 727 résztvevővel.
Tagságuk megoszlása: 3500 klubtag 24 tagcsoportban és 1500 egyéni tag.

## Együttműködő partnerei
- a Turista és Természetjáró Információs Egyesület (TUTI),
- a Budapesti Honismereti Társaság,
- az Angyalföldi Láng Művelődési Központ Közművelődési Egyesület (LMKKE),
- a Vasutas Természetjárók Szövetsége (VTSZ),
- a Magyar Térképbarátok Társulata,
- az Utasellátó Sport Club (USC),
- a Magyar Vasútmodellezők és Vasútbarátok Országos Egyesülete (MAVOE),
- a Kisvasutak Baráti Köre (KBK) Egyesület,
- a Magyar Közlekedési Közművelődésért Alapítvány (MKKA),
- a Magyar Turista folyóirat,
- a Magyar Reneszánsz Alapítvány.

Működésünk rendszeres segítője volt a Nemzeti Civil Alapprogram (NCA). 2013-ban az EMMI kulturális államtitkársága és a NEA nyújtott számukra támogatást.

## Elismerései
- 1990-ben Kós Károly-díj
- 1991-ben Ifjúsági-díj
- 1992-ben Fehér Rózsa-díj
- 1994-ben Műemlékvédelemért-díj